# NGC 7369
NGC 7369 је спирална галаксија у сазвежђу Пегаз која се налази на NGC листи објеката дубоког неба.
Деклинација објекта је + 34° 21' 6" а ректасцензија 22h 44m 12,2s. Привидна величина (магнитуда) објекта NGC 7369 износи 14,0 а фотографска магнитуда 14,7. NGC 7369 је још познат и под ознакама MCG 6-49-80, CGCG 514-104, CGCG 515-2, 4ZW 113, PGC 69619.